# Vital (Rebsorte)
Die Weißweinsorte Vital  ist eine autochthone Sorte aus Portugal. Sie ist dort vielen Bereichen gut verbreitet und belegt mit ca. 5.065 Hektar Rebfläche Rang 3 der weißen Rebsorten Portugals. Empfohlen ist ihr Anbau in den Regionen Trás-os-Montes, Beira Litoral, Ribatejo, Beira Interior Sul, Beira Interior Norte und Oeste. Insbesondere in der Weinbauregion um Torres Vedras ist ihr Anbau weitverbreitet. 
Die zeitig reifende Rebe erbringt einfache, alkoholstarke Weine zum baldigen Konsum. Sie werden häufig in Verschnitten verwendet, wo sie Alkohol einbringen. 
Siehe auch den Artikel Weinbau in Portugal sowie die Liste von Rebsorten.

## Synonyme
Die Rebsorte Vital ist auch unter den Namen Boal Bonifacio, Malvasia Corada, Malvasia Fina, Malvasia Fina de Douro, Malvasia Fina do Douro, Malvazia und Malvazia Corada bekannt.